# تلویزیون آریانا افغانستان
تلویزیون آریانا افغانستان شبکه‌ای تلویزیونی‌است که برنامه‌های خود را از شهرستان ارواین، کالیفرنیا برای آمریکا، اروپا و افغانستان پخش می‌کند.
نبیل غمین مسکینیار ریاست این تلویزیون را بر عهده دارد. او به گفتهٔ خودش قبلاً معاون کتابخانه عامه کابل بوده‌است.
این شبکه تلویزیونی برنامه‌های مختلف از جمله سیاسی، دینی، مذهبی و هنری پخش می کند